# شارلوت بارنوم
شارلوت بارنوم (بالإنجليزية: Charlotte Barnum)‏ هي رياضياتية أمريكية، ولدت في 17 مايو 1860 في فيليلبستون في الولايات المتحدة، وتوفيت في 27 مارس 1934 في ميدلتاون في الولايات المتحدة.